# 林彧
林彧（1957年—），本名林鈺錫，台灣南投縣鹿谷鄉廣興村人。台灣詩人。他哥哥是另一位台灣詩人向陽。畢業於世界新專（今世新大學）編採科。
1982年7月，中國時報人間副刊曾以連載的方式，每天推出他的都市詩，引起矚目；1983年隨即獲中國時報文學獎新詩推薦獎；1984年又獲創世紀三十周年新詩創作獎；1985年再以《單身日記》獲金鼎獎。2020年獲南投縣玉山文學獎文學貢獻獎。
1981年退伍後進入聯合報擔任校對，1983年派赴故鄉南投縣擔任地方記者。1984年進入時報周刊擔任主編，其中一度兼任中國時報文化新聞中心副主任，2004年以時報周刊副社長兼執行副總編輯身分退休，2005年轉任新新聞副社長。2006年辭職。目前在故鄉溪頭經營茶行 一心二葉網路茶坊，推廣臺灣名茶凍頂烏龍茶。
2016年6月中，林彧因左腦血栓(中風)，右肢麻痺無力，因此結束茶葉生意，在故鄉溪頭自行復健，從此息交絕友，不參加任何活動或聚會，只在家看書寫作，看看樹木、聽聽鳥叫。

## 評價
余光中讚譽林彧是「受薪階級青年知識分子的代言人，用生動的形像演出他這一類青年的恐閉症和無奈感，以及在人群的壓力下力圖保持個性的欲望」。余光中序林彧的第一本詩集 : 《夢要去旅行》（台北：時報出版公司，1984），頁11。
林燿德推崇他為「以都市精神（而非僅以都市題材）入詩，並且獲得成就與肯定的第二代都市詩人」；林燿德：〈組織人的病歷表——論林彧有關白領階級生存情境的探索〉，《一九四九以後》（台北：爾雅，1986），頁195-207。
鄭明娳肯定他的散文書寫「有許多值得賞翫的精緻篇章，作者唯美的心靈時時躍然紙上，讀來既賞心悅目又怡情啟智」。鄭明娳：〈評林彧散文集〈愛草〉〉，《文訊》，第24期（1986.06），頁52-56。

## 著作

### 詩集
- 《夢要去旅行》（時報出版，1984年）
- 《單身日記》（希代，1985年）
- 《鹿之谷》（漢藝色研，1987年）
- 《戀愛遊戲規則》（皇冠，1988年）
- 《嬰兒翻》（印刻 （页面存档备份，存于），2016年）
- 《一棵樹》（印刻 （页面存档备份，存于），2019年）
- 《彷彿在夢中的黃昏》（印刻 （页面存档备份，存于），2022年）

### 散文集
- 《快筆速寫》（自立出版，1985年）
- 《愛草》（文經社，1986年；華成，2002年）